# Prämonstratenserabtei Notre-Dame de l’Étanche

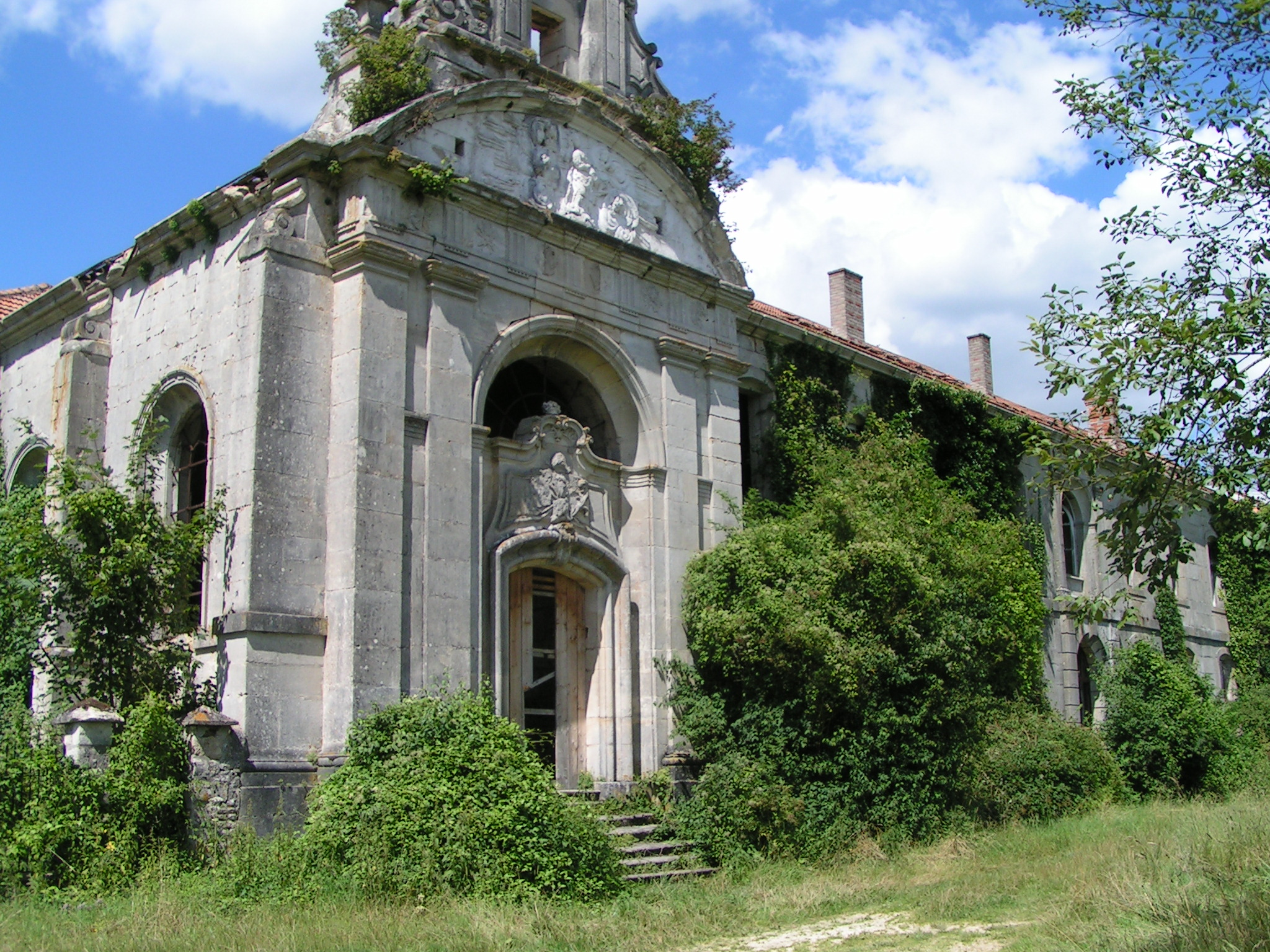
Abtei Notre-Dame de l’Étanche, Ruine der Hauptfassade

Das Prämonstratenserabtei Notre-Dame de l’Étanche ist eine ehemalige Prämonstratenserabtei in Lamorville im Departement Meuse. Die Abtei bestand von 1144 bis 1790. Sie ist nicht zu verwechseln mit der Zisterzienserinnenabtei Notre-Dame de l’Étanche.

## Geschichte
Die Abtei wurde nach einem Aufruf von Faverolles in der Nähe von Deuxnouds-aux-Bois um 1144 von Philip von Belval gegründet, der zugleich ihr erster Abt war. 1632 wurde sie von den Schweden im Dreißigjährigen Krieg zerstört. Von 1743 bis 1770 wurden neun Zellen wieder mit klösterlichem Leben erfüllt. In der Französischen Revolution wurden die Abtei und ihre Besitzungen 1790 zu Nationaleigentum erklärt.
Am 5. Dezember 1984 wurden die Gebäude als Monument historique unter Denkmalschutz gestellt. Im Jahr 2017 wurde eine Spendenaktion von der Fondation du Patrimoine eingeleitet, um dringende Arbeiten zu finanzieren.